# (7273) Garyhuss
(7273) Garyhuss – planetoida z pasa głównego asteroid okrążająca Słońce w ciągu 4 lat i 117 dni w średniej odległości 2,65 j.a. Została odkryta 2 marca 1981 roku w Siding Spring Observatory w Australii przez Schelte Busa. Nazwa planetoidy pochodzi od Gary Hussa (ur. 1954), dyrektora "W. M. Keck Cosmochemistry Laboratory" na Uniwersytecie Hawajskim. Przed nadaniem nazwy planetoida nosiła oznaczenie tymczasowe (7273) 1981 EK4.